# Woodburn (Indiana)
Woodburn è un comune degli Stati Uniti d'America, situato nello stato dell'Indiana, nella contea di Allen.